# Gerard Isaac Lieftinck
Gerard Isaac Lieftinck (Amsterdam, 3 augustus 1902 – Deventer, 9 mei 1994) was een Nederlands hoogleraar paleografie aan de Universiteit van Leiden en publicist.

## Levensloop

### Loopbaan
Lieftinck werd in 1902 in Amsterdam geboren als een zoon van Gerard Lieftinck (1875-1957), een ondernemer en directeur van de tabaksmakelaardij J.H. Lieftinck & Zoon, en van Elisabeth Esser (1878-1963). Van 1920 tot 1925 studeerde hij geneeskunde aan de Universiteit van Amsterdam. Vervolgens studeerde hij Nederlands tot 1931 en hij promoveerde in 1936 tot doctor op het proefschrift De Middelnederlandsche Tauler-handschriften. Hij begon zijn carrière als volontair bij de bibliotheek van de Economische Hogeschool in Rotterdam. Daarna werkte hij bij de Universiteitsbibliotheek van Amsterdam, Koninklijke Bibliotheek en de Universiteitsbibliotheek Leiden, waar hij in 1942 conservator werd. In 1948 werd hij aangesteld als lector Middeleeuwse handschriftkunde aan de Universiteit Leiden. Van 1963 tot 1972 was Lieftinck aldaar werkzaam als hoogleraar in paleografie en handschriftkunde. Daarnaast heeft Lieftinck tientallen artikelen en boeken gepubliceerd.
In 1959 ontving hij van de Vrije Universiteit Brussel een eredoctoraat.

### Persoonlijk
Lieftinck was getrouwd en had twee zoons. Hij overleed op 91-jarige leeftijd op 9 mei 1994 te Deventer. De broer van Lieftinck was de bioloog, bestuurder en zoöloog Maurits Lieftinck.

## Enkele publicaties
- De Middelnederlandsche Tauler-Handschriften (1936) - Phil. Diss. Amsterdam
- Vertalingen van Nederlandsche letterkunde na 1880, aanwezig in de Koninklijke Bibliotheek: Tentoonstelling (1939)
- Een Posthuum werk van Willem de Vreese: Geert Groote, De simonia ad beguttas (1941)
- Codicum in finibus Belgarum ante annum 1550 conscriptorum qui in Bibliotheca Universitatis asservantur (1948)
- Bisschop Bernold (1027-1054) en zijn geschenken aan de Utrechtse kerken: openingscollege gegeven bij de aanvaarding van het ambt van lector in de middeleeuwse handschriftenkunde aan de rijksuniversiteit te Leiden (1948)
- Een uniek handschrift met de Middelnederlandse versie van de statuten van Het Gulden Vlies van 1431 (1950)
- De librijen en scriptoria der Westvlaamse Cisterciënser-abdijen Ter Duinen en Ter Doest in de 12e en 13e eeuw en de betrekkingen tot het atelier van de kapittelschool van Sint Donatiaan te Brugge (1953)
- Kunstwerk of juweel?: het gebedenboek van de heer C.H. Beels te Hilversum (1957)
- Problemen met betrekking tot het Zutphens-Groningse Maerlant-handschrift: résumé en français (1959)
- Boekverluchters uit de omgeving van Maria van Bourgondië: C. 1475-C. 1485 (1969)